# Acarospora socialis
Acarospora socialis är en lavart som beskrevs av Hugo Magnusson. Acarospora socialis ingår i släktet Acarospora och familjen Acarosporaceae.   Inga underarter finns listade i Catalogue of Life.